# Southern Victoria
Southern Victoria est un village du Nouveau-Brunswick, situé dans le territoire de la commission de services régionaux de la Vallée-de-l'Ouest. La municipalité a été constituée le 1er janvier 2023, par la fusion des villages d'Aroostook et de Perth-Andover et l'annexion de parties des districts de services locaux (DSL) de la paroisse d'Andover et de la paroisse de Perth.